# Tawantinsuyu
Tawantinsuyu is de oorspronkelijke naam die de Inca's aan hun eigen rijk gaven. De letterlijke vertaling is "Land van de Vier Kwartieren", een verwijzing naar de vier provincies waarin het rijk was ingedeeld: Chinchasuyu (Noordwest), Antisuyu (Noordoost), Kuntisuyu (Zuidwest) en Collasuyu (Zuidoost). De provincies werden bestuurd door een gouverneur, de Apo, die werd aangewezen door de Sapa Inca, de absolute vorst van de Inca's.